# Promyrmister kistneri
Promyrmister kistneri (лат.) — ископаемый вид жуков-карапузиков из мирмекофильного подсемейства Hetaeriinae (Histeridae). Бирманский янтарь, меловой период (сеноманский век, около 99 млн лет, Мьянма).
Видовое название дано в честь американского энтомолога Дэвида Кистнера (Dr. David H. Kistner, Калифорнийский университет в Чико, США), крупнейшего специалиста по мирмекофилам и термитофилам.

## Описание
Мелкие жуки овальной формы. Длина тела 3,2 мм, ширина 2,3 мм. Основная окраска от чёрной до темно-коричневой. Голова видна лишь частично, так как спрятана в протораксе. Усики короткие с 3-члениковой булавой. Длина проторакса 1,0 мм, ширина 1,8 мм. Ноги с расширенными члениками. Все лапки 5-члениковые (формула 5-5-5). Вид был впервые описан в 2019 году международной группой палеоэнтомологов в составе Yu-Lingzi Zhou (Institute of Zoology, Chinese Academy of Sciences, Китай), Adam Ślipiński (CSIRO, Канберра, Австралия), Dong Ren (Capital Normal University, Пекин, Китай), Joseph Parker (California Institute of Technology, Pasadena, США).